# Лейкленд-Шорс
Лейкленд-Шорс (англ. Lakeland Shores) — город в округе Вашингтон, штат Миннесота, США. На площади 1,9 км² (0,8 км² — суша, 1,1 км² — вода), согласно переписи 2002 года, проживают 355 человек. Плотность населения составляет 422 чел./км².
- Телефонный код города — 651
- Почтовый индекс — 55043
- FIPS-код города — 27-34658[1]
- GNIS-идентификатор — 0646407[2]